# Vlaamse Militanten Orde
L'Ordine Militante Fiammingo (in fiammingo Vlaamse Militanten Orde), era un'organizzazione politica e paramilitare belga di estrema destra attiva dagli anni cinquanta agli anni ottanta nelle Fiandre.
Il VMO fu fondato nel 1950 come un'organizzazione per la salvaguardia del partito Unione Popolare. Scopo del fondatore Bob Maes era la protezione dei nazionalisti fiamminghi.
Nel 1972 Bert Eriksson riformò il VMO da gruppo nazionalista a gruppo di estrema destra. Cambiarono i metodi dell'azione ed il VMO diventò un gruppo paramilitare.

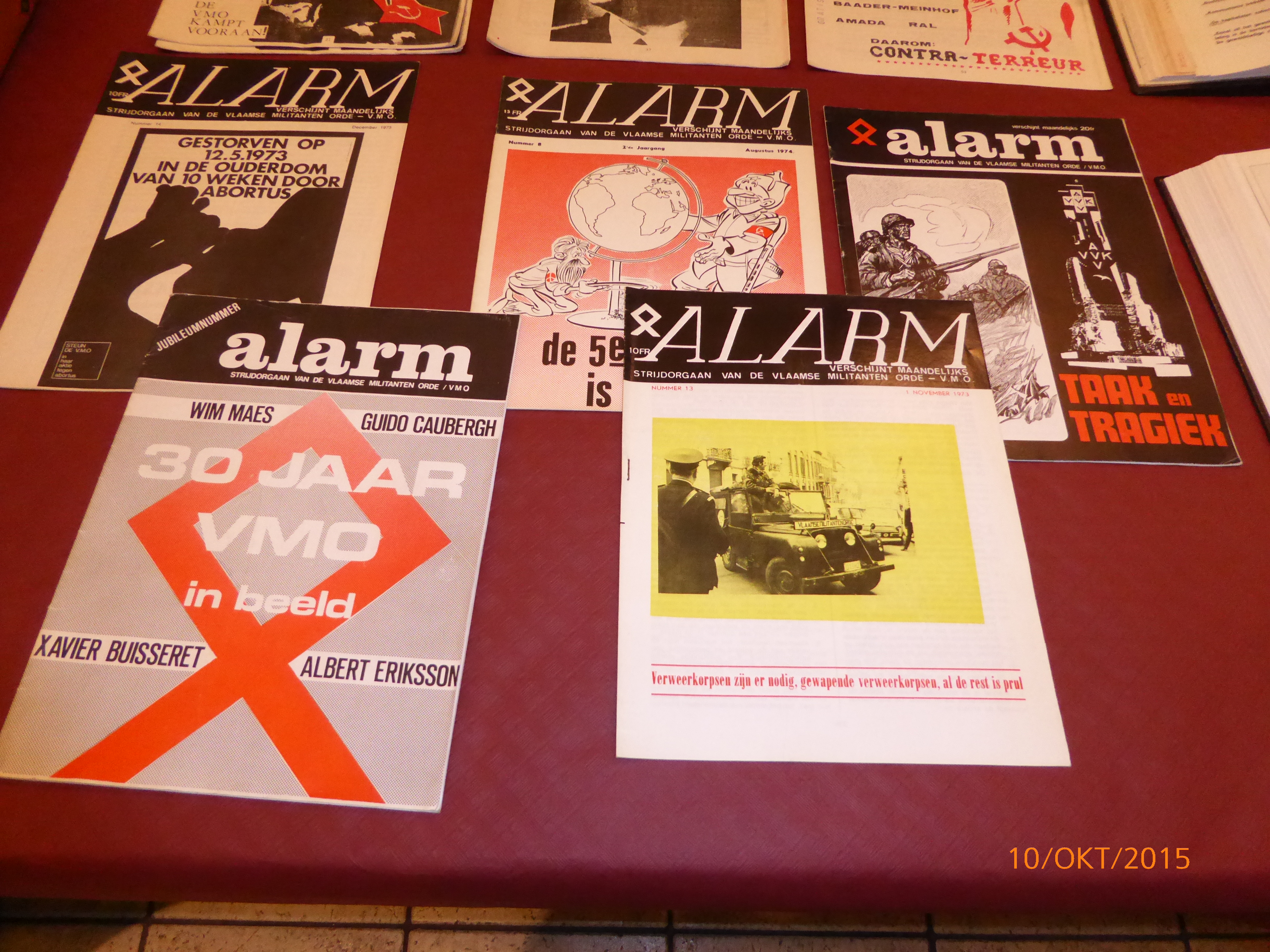
Vari numeri della rivista Alarm, organo ufficio del VMO

Durante gli anni settanta e gli anni ottanta vi furono numerosi atti di violenza organizzati dal VMO, azioni contro i francofoni, i musulmani e la sinistra.
Nel 1983 il VMO diventò un'organizzazione illegale in seguito a una condanna in tribunale  come organizzazione paramilitare. Gran parte dei militanti passarono ad un altro gruppo, il Voorpost (Avamposto), fondato nel 1977.